# Gopnik

Un gopnik estereotípic en una khrusxiovka.

Un gopnik (en rus: гопник (gopnik), en ucraïnès: гопники (hopnyky), en belarús: гопнік (hopnik)) és un membre d'una subcultura a Rússia, Ucraïna, Belarús, i altres estats postsoviètics ─ un home o una dona jove de classe baixa que normalment viuen en àrees russes suburbanes (normalment millennials) provinent d'una família de baixos ingressos i educació pobra. El femení de gopnik és gopnitsa (en rus: гопница) i el substantiu col·lectiu és gopota (rus: гопота). La subcultura dels gopniks té les seves arrels en les acaballes de l'Imperi Rus i ha evolucionat durant el segle XX en moltes ciutats de la Unió Soviètica. A data de finals dels anys 2010, aquesta subcultura ha desaparegut gairebé per complet, tot i que algunes colles de joventut (com l'A.U.E.) que s'assemblen als gopniks encara existieixen a Rússia i en altres països bàltics i eslaus.

## Etimologia
El mot gopnik deriva, molt probablement, del terme d'argot rus per designar un robatori de carrer: gop-stop (rus: гоп-стоп:).
Tanmateix, també es pot relacionar amb GOP, l'acrònim de Gorodskoye Obshchestvo Prizora, els asils pels indigents creats pel govern bolxevic després de la revolució d'octubre de 1917. Segons el Diccionari Explicatiu Dahl, un diccionari rus (publicat per primer cop en el segle xix), una antiga paraula d'argot que significava "dormir al carrer" era "гопать" (gopat') terme que es relacionava als "mazuricks" o els delinqüents de Sant Petersburg.
Una de les primeres aparicions escrites de la paraula “gopnik” es troba en la cançó de 1984 del grup Zoopark (una banda de rock soviètica pionera) “Gopniki.”

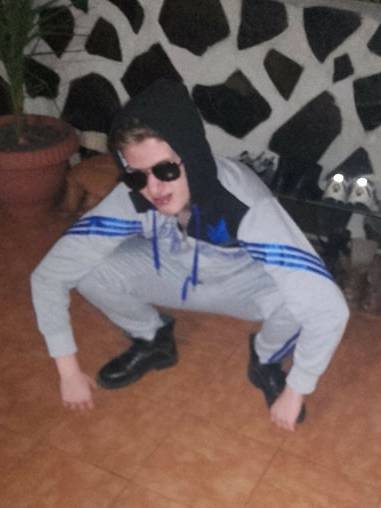
Un gopnik fent la gatzoneta.

## Aspecte estereotípic i comportament
Els gopniks es veuen sovint fent la gatzoneta en grups en exteriors de blocs de pisos o escoles amb els seus talons al terra. Es considera que aquesta costum prové de la cultura carcelària russa, en què els interns evitaven seure al terra fred.
Els gopniks sovint vesteixen roba de marca Adidas o Puma (sobretot Adidas), que va ser popularitzada per l'equip soviètic en els Jocs Olímpics de Moscou de 1980. Els gopniks mengen sovint llavors de gira-sol (col·loquialment semki (семки) o semechki (семечки)), especialment a Ucraïna i Rússia. Els gopniks també solen dur gorres planes i motxilles Adidas.
S'associen sovint els gopniks amb l'alcohol barat, com ara el vodka de baixa qualitat i la cervesa lleugera, els cigarrets barats, els dispositius mòbils rudimentaris, i de vegades les armes de foc. També utilitzen sovint paraulotes russes i es comporten de forma grollera. El seu principal mitjà de transport és el VAZ-2101.
La subcultura és estereotípicament associada amb la música chanson russa, concretament amb el subgènere blatnaya pesnya. També, des de mitjans dels anys 2010, i segons els mems d'internet i els vídeos virals, amb el hardbass i el rock rus.
Alguns gopniks tenen com a principal posicionament polític el nacionalisme rus o el paneslavisme, tot i que també hi ha comunitats d'esquerres o fins i tot d'ultradreta. Algun gopniks tenen posicionaments obertament anti-occidentals.